# اچ‌ام‌اس اطلس (۱۸۶۰)
اچ‌ام‌اس اطلس (۱۸۶۰) (به انگلیسی: HMS Atlas (1860)) یک کشتی بود که طول آن ۲۴۵ فوت (۷۴٫۶۸ متر) بود. این کشتی در سال ۱۸۶۰ ساخته شد.